# Clematis eichleri
Clematis eichleri är en ranunkelväxtart som först beskrevs av Tamara, och fick sitt nu gällande namn av M. Tamara. Clematis eichleri ingår i släktet klematisar, och familjen ranunkelväxter. Inga underarter finns listade i Catalogue of Life.